# Isidoro Brocos
Isidoro Brocos Gómez (Santiago de Compostela, 4 de abril de 1841-Santiago de Compostela, 26 de noviembre de 1914) fue un escultor, grabador y dibujante español.

## Biografía

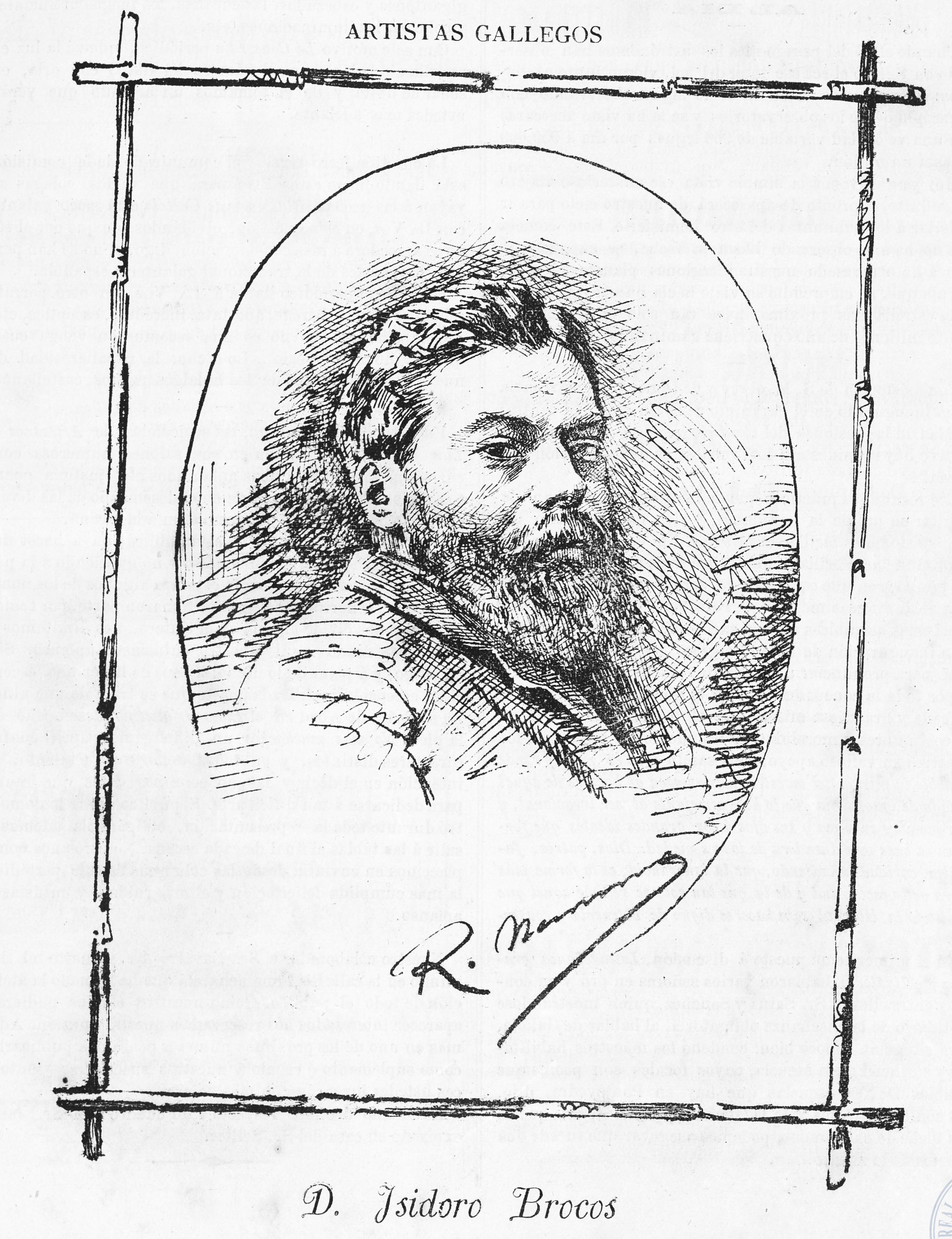
Isidoro Brocos 1882

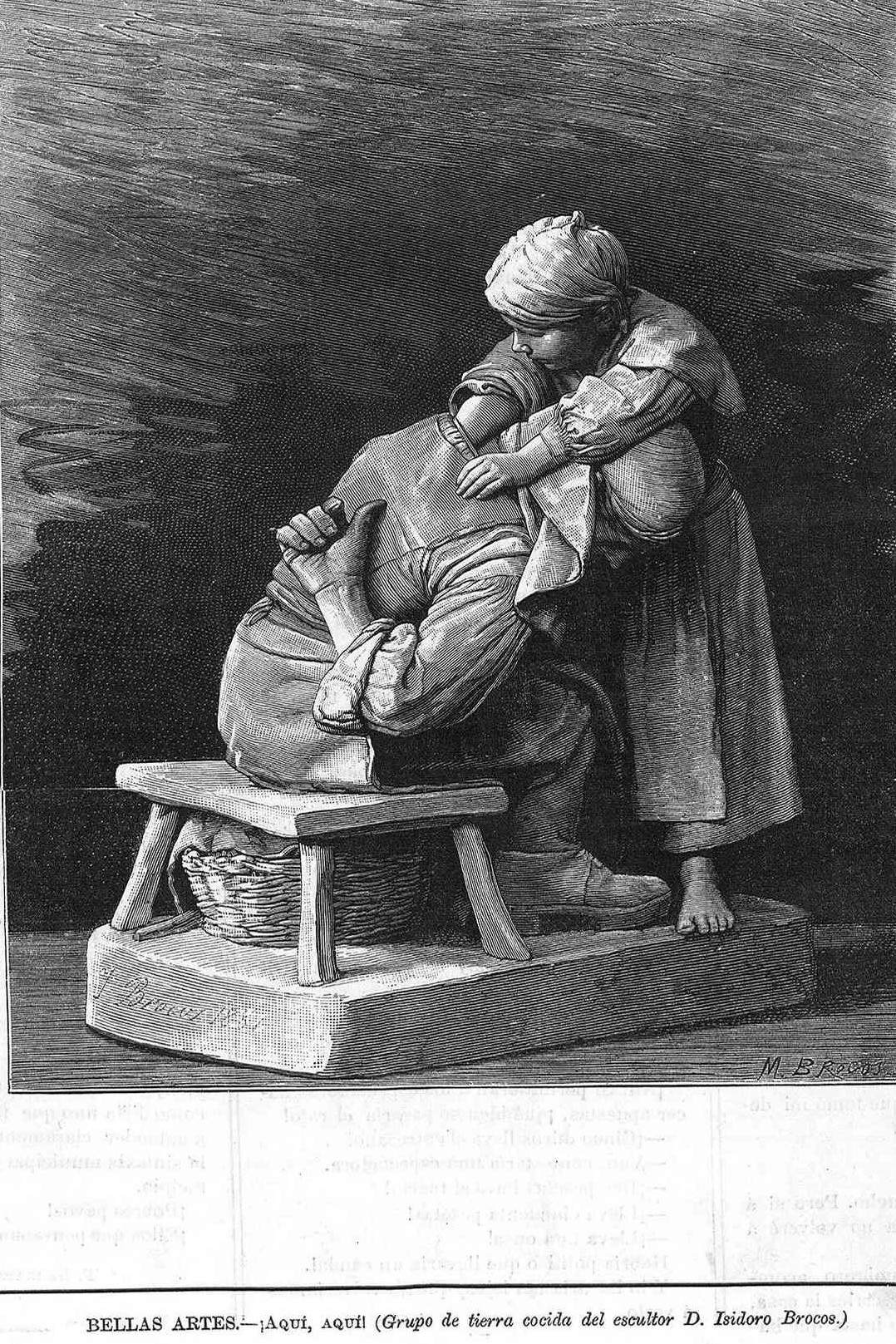

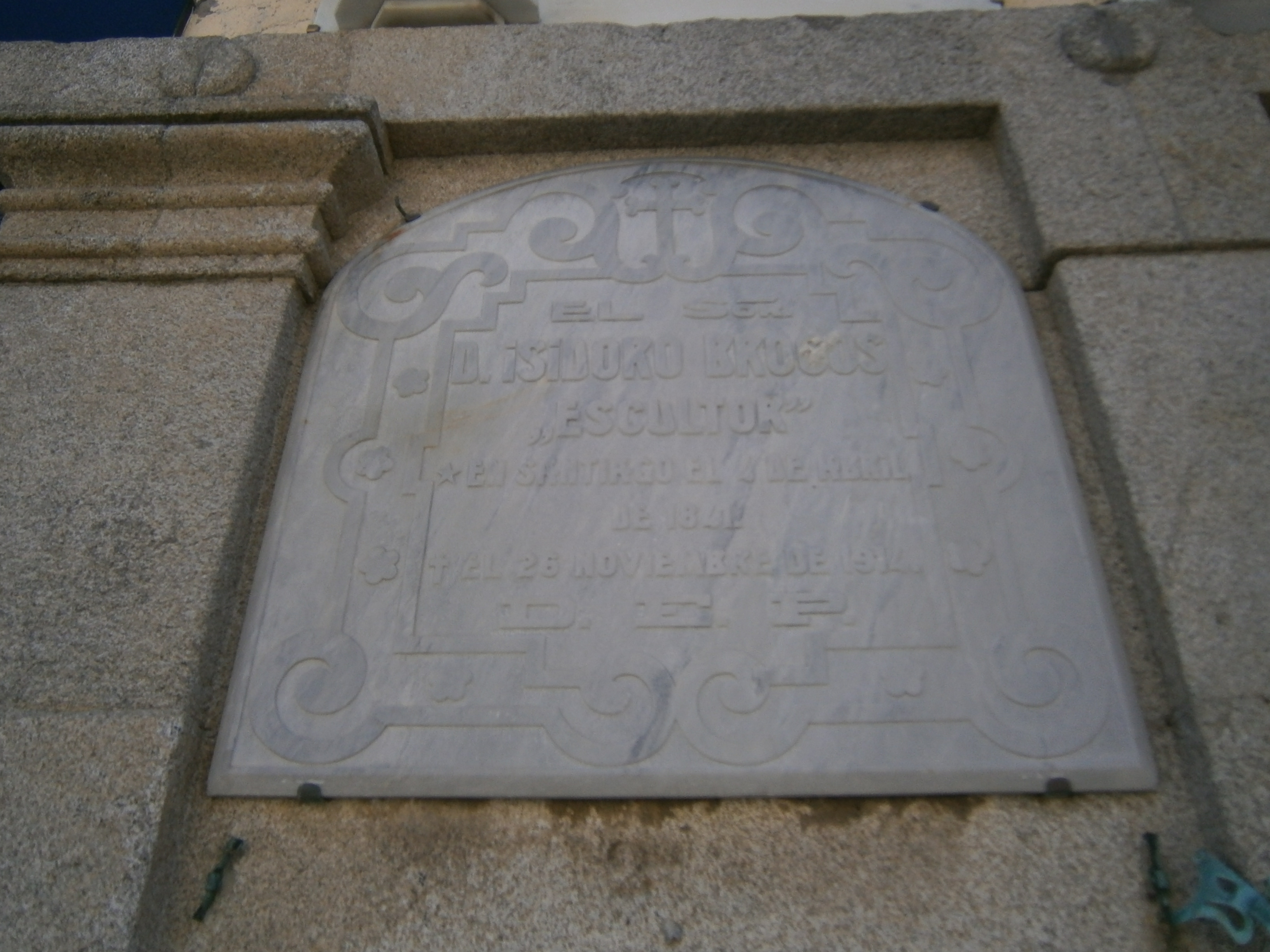
Tumba de Isidoro Brocos en el Cementerio de Santo Amaro de La Coruña.

Nace en Santiago y queda huérfano de padre a temprana edad; su padre era pintor al servicio de los condes de Altamira. Comienza su formación en la academia de dibujo de la Sociedad Económica de Santiago siendo alumno de José Cancela del Rio; en la misma es profesor interino de dibujo y modelado de la Sociedad Económica de Santiago.En 1869 se traslada a Madrid  para formarse en la Escuela de San Fernando, trasladándose posteriormente a Roma  en 1873 y a Parísen 1874.
Regresa nuevamente a Galicia como profesor a la acidemia de la Sociedad Económica de Santiago, pero tras unos problemas con la directiva de la institución es destituido. Posteriormente será profesor de la Escuela de Artes y Oficios de la Coruña, de la que será nombrado catedrático de Modelado y Vaciado en 1891, donde tuvo entre sus alumnos a Pablo Picasso. Posteriormente en 1905 sería también catedrático de la Escuela de Artes Industriales de Coruña. En 1905 será nombrado socio de la Academia de Bellas Artes de La Coruña.En 1910 se informa que vende una un cuadro del Greco por 40.000 ptas a una casa de Viena, tras negarse el estado español a adquirirlo.
Fue colaborador de diversas publicaciones periódicas realizando grabados para La Ilustración Gallega y Asturiana; La Pequeña Patria.
Sobre el escriben Manuel Murguía, con el que tiene abundante correspondencia y Emilia Pardo Bazán.
Entre 1881 y 1885 realiza varios bocetos para la estatua en honor al Padre Feijoo que se pretende instalar en Orense, no siendo finalmente elegido, desatándose una polémica por la elección de artistas foráneos en varios periódicos
En 1890 participa entre otros de la creación de la "Asociación Regionalista"
Su hija Florentina Brocos Tojo también estudió en la escuela de Bellas Artes de la que su padre era profesor.
Puede apreciarse obra de Brocos en el Museo de Bellas Artes de la Coruña y en el Museo Provincial de Pontevedra.
Era hermano mayor del pintor Modesto Brocos que emigra a Brasil donde muere en 1936

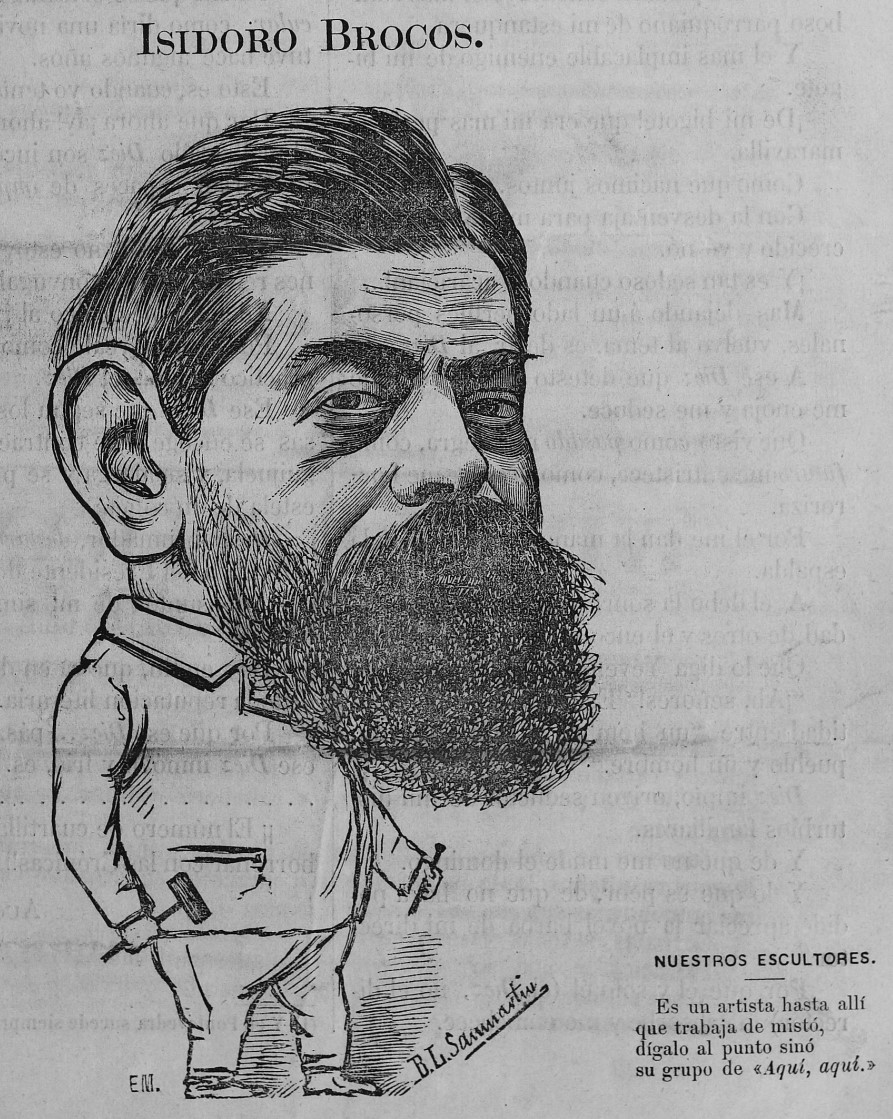
Isidoro Brocos, caricatura 1885

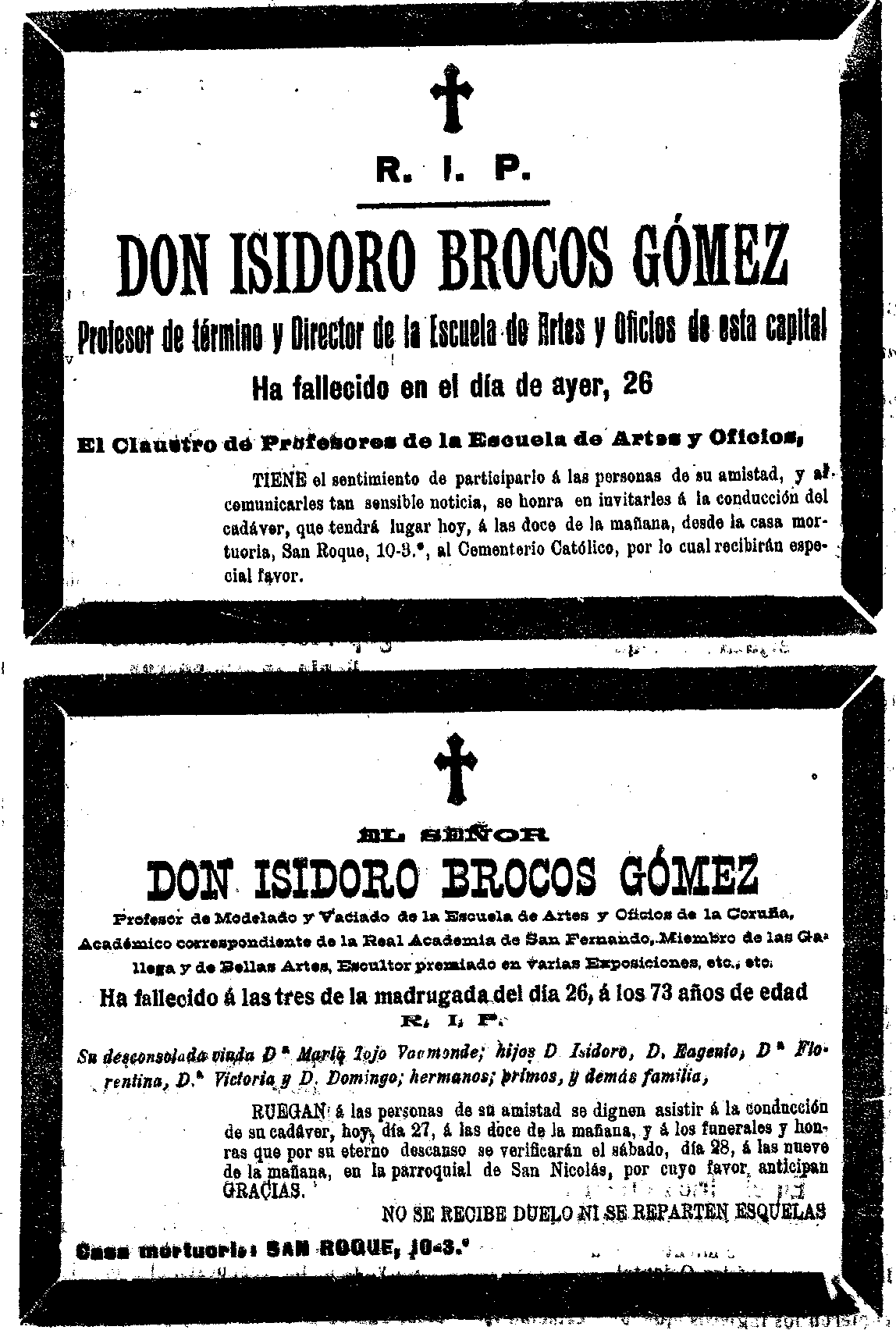

Falleció en La Coruña el 26 de noviembre de 1914, está enterrado en el cementerio de San Amaro de La Coruña.

## Obra
"Herodes en la Agonía" (Estatua) 1877 Premiada en la Exposición Regional de Lugo de 1877 y Bellas Artes de Madrid de 1878, también aparece como "Los últimos momentos de Herodes" o "Herodes agonizante"
"San Manuel" grupo de madera.
"Sastre de aldea" 1878 escultura en barro cocido. Presentada a la exposición de Bellas Artes de 1881, adquirido por Alfonso XII; en 1888 se abre suscripción para enviarlo a la exposición de Barcelona, para lo que se recaudan 275 pta.
"¡Aquí, Aquí! (una niña buscando un insecto en la espalda de su abuela" en otros "La vieja de la Pulga" escultura en barro cocido. Presentada a la exposición de Bellas Artes de 1881
"Santa Rita" encargo de Eusebio da Guarda para la Iglesia Castrense de San Andrés de La Coruña
"San Benito" Para el convento de las Benitas de Cuntis
"Santa María Magdalena, San Manuel, San Gregorio Magno" grupo en madera para palacio en Bélgica
Busto en Marmol para el sepulcro del poeta  "Andres Muruais" 1882-83
"Hero" Estatua de Yeso 1884
"La Escucha Casera" barro cocido, medalla de bronce de la Sociedad de Escritores y artistas 1885
Boceto para la estatua del Padre Feijoo en Orense 1885
Figuras para el altar de la Iglesia de Santa Mariña de Sarria 1886
"San Andrés de los Mareantes" encargo de Eusebio da Guarda para la Iglesia Castrense de San Andrés de La CoruñaCon el incendio debió quedar destruida 
"Busto de Fernandez Latorre" 1902 
"O Cego dos monifates" 1909 Barro cocido    

## Referencias

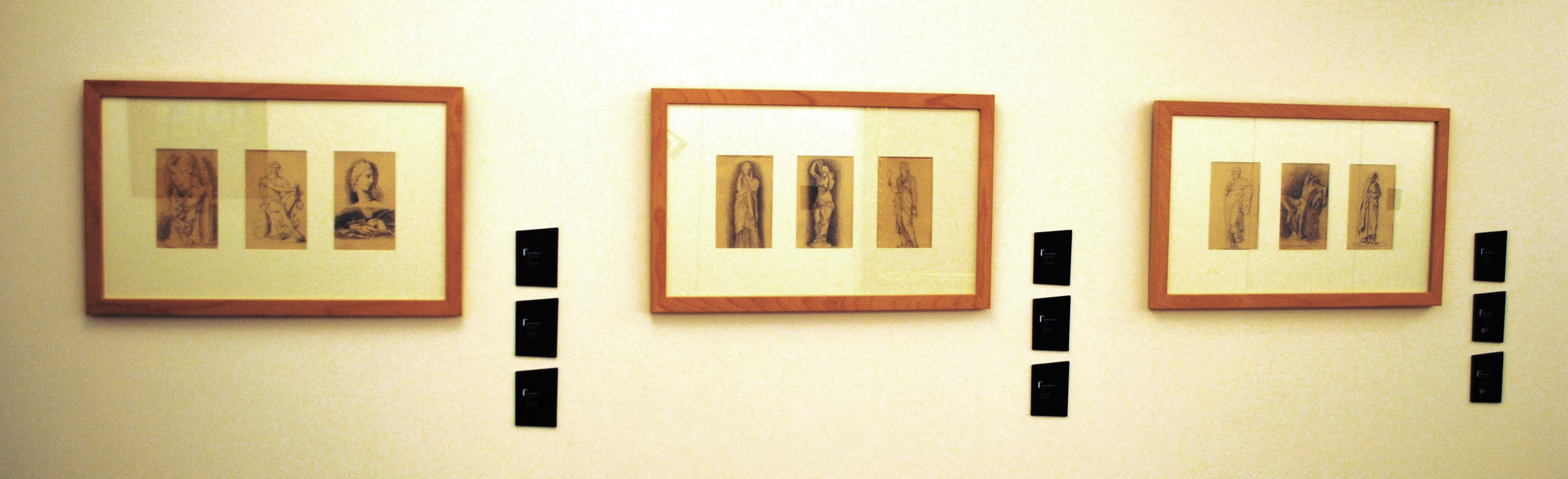
Dibujos de Isidoro Brocos expuestos en la Pinacoteca Francisco Fernández del Riego de Vigo.